# Somen Tchoyi
Somen A. Tchoyi (Douala, 29 de março de 1983) é um futebolista camaronês que atua no West Bromwich como meio-campista.

## Carreira
Tchoyi representou o elenco da Seleção Camaronesa de Futebol no Campeonato Africano das Nações de 2010.